# 元昂
元昂（？—528年5月17日），字文景，河南郡洛阳县（今河南省洛阳市东）人，追尊魏景穆帝拓跋晃曾孙，夏州刺史、西郡公元某之子，北魏宗室、官员。

## 生平
元昂以员外散骑侍郎为起家官，很快转任荆州前将军府长史。正光五年（524年），南梁进攻北魏边境，荆州也遭到影响，元昂坚守城池，很快升任宁朔将军、步兵校尉，又转任直阁将军、步兵校尉如故，建义元年四月庚子（528年5月17日），尔朱荣发动河阴之变，元昂在河梁之西遇害，朝廷赠予平东将军、光州刺史，永安元年十一月八日（528年12月4日）葬于阳平王家族墓地。元昂墓志全称《魏故光州刺史元公墓志铭记》，出土时间不详，现藏于河北民间。

## 家庭

### 曾祖
- 拓跋晃，北魏景穆皇帝[1]

### 祖父
- 拓跋新成，北魏夏州刺史、阳平王[1]

### 父亲
- 元某，北魏夏州刺史、西郡公[1]